# Nu Boyana Film Studios
Coordonate: 42° 38′ 26″ N, 23° 17′ 32″ E
Studiourile de film Nu Boyana (în bulgară Ню Бояна Филм Стюдиос, transliterat: Niu Boiana Film Stiudios) sunt cele mai mari studiouri de film din Europa de Est. Societatea bulgară pe acțiuni acționează ca o companie de producție și distribuție, adesea de producții cinematografice internaționale. În prezent, este o subsidiară a companiilor de producție Nu Image și Millennium Films ale lui Avi Lerner din Los Angeles.
Compania predecesoare, studioul de film pentru lungmetraje „Boiana” (în bulgară Студия за игрални филми „Бояна”, transliterat: Studia za igralni filmi „Boiana”), a fost fondată în 1962 ca o companie de stat. Încă de la început, toate procesele de producție implicate în filmele de lungmetraj și comerciale urmau să fie concentrate pe o suprafață de peste 30 de hectare în cartierul Boiana din Sofia. Pe lângă mai multe studiouri, există și recuzită în aer liber care reprezintă Manhattanul și Roma antică.
De la mijlocul anilor 1990, statul a transformat compania într-o societate pe acțiuni, deși a rămas 100% deținută de stat. A fost vândut companiei de producție din California Nu Image în 2005. Are numele actual din februarie 2007. În prezent, în jur de cinci până la opt lungmetraje sunt produse și finanțate în fiecare an, fiecare cu un buget de producție cuprins între 20 și 80 de milioane de dolari SUA. Studiourile sunt, de asemenea, puse la dispoziție altor companii pentru filmări. Printre filmele produse în ultimii ani se numără Bloodsport IV - The Dark Kumite (1999), Întoarcerea la casa bântuită (2007), Eroi de sacrificiu 2 (2012), 300 - Ascensiunea unui imperiu (2014), Cursă explozivă (2013), Eroi de sacrificiu 3 (2014) și Leatherface (2017).
Studioul găzduiește și o școală de film, FilmForge.

## Filmografie selectivă
- 1958 Favoritul 13 (Любимец 13 / Liubimeț), regia Vladimir Iancev
- 1958 Voci în insulă (На малкия остров/Na malkia ostrov), regia Ranghel Vălceanov
- 1959 Stelele (Sterne/ Звезди), regia Konrad Wolf
- 1960 Prima lecție (Първи урок / Părvi urok), regia Ranghel Vălceanov
- 1962 Soare și umbră (Слънцето и сянката / Slănțeto i siankata), regia Ranghel Vălceanov
- 1962 Tutunul (Тютюн / Tiutiun), regia Nikola Korabov
- 1963 Inspectorul și noaptea (Инспекторът и нощта/Inspektorat i nostta), regia Ranghel Vălceanov
- 1964 Hoțul de piersici (Крадецът на праскови / Kradețat na praskovi), regia Vălo Radev
- 1967 Cea mai lungă noapte (Най-дългата нощ / Nai dîlgatanoșt), regia Vălo Radev
- 1967 Ocolul (Отклонение / Otklonenie), regia Grișa Ostrovski și Todor Stoianov
- 1969 Bărbați în deplasare (Мъже в командировка / Mîje v komandirovka), regia Grișa Ostrovski și Todor Stoianov
- 1972 Nicovală sau ciocan (Наковалня или чук), regia Hristo Hristov RPB/RDG/URSS
- 1978 Adios muchachos (Адиос, мучачос / Adios, muceacios), regia Ianko Iankov
- 1981 Han Asparuh (Хан Аспарух), regia Ludmil Staikov
- 1981 Regina din Tărnovo (Търновската царица/ Târnovskata țarița), regia Ianko Iankov
- 1983 Domn pentru o zi (Господин за един ден), regia Nikolai Volev
- 1987 Vremea cruzimii (Време разделно), regia Liudmil Staikov
- 1988 Ieri (Вчера), regia Ivan Andonov

## Filme de coproducție cu alte studiouri
DEFA
- 1959 Stele (Sterne/Звезди)
- 1965 Die antike Münze (Старинната монета)
- 1972 Nicovală sau ciocan (Наковалня или чук / Amboß oder Hammer sein)
- 1982 Avertismentul (Die Mahnung / Предупреждението)

## Filme de televiziune
- 1969 На всеки километър (Na vseki kilometăr; în română aproximativ: La fiecare kilometru)
- 1971 Демонът на империята (Demonăt na imperiata; în română aproximativ: Demonul Imperiului)
- 1979 Адаптация (Adaptazija; în română aproximativ: Adaptarea)
- 1979 Пътят към София (Patjat kam Sofia; în română aproximativ: Drumul spre Sofia)
- 1979 Войната на таралежите (Voinata na taralejite; în română aproximativ: Războiul aricilor)
- 1981 Записки по българските въстания (Zapiski po bălgarskite văstania; în română aproximativ: Note despre revoltele bulgare)
- 1981 Капитан Петко войвода (Kapitan Petko voivoda; în română aproximativ: Căpitanul Petko Voievod)
- 1985 Нощем с белите коне (Noscem s belite kone; în română aproximativ: Noapte cu caii albi)
- 1988 Большая игра (Bolșaia igra; în română aproximativ: Marele joc)